# 田中邦彦 (実業家)
田中 邦彦（たなか くにひこ、1951年（昭和26年）1月27日 - ）は、日本の実業家。くら寿司株式会社創業者・代表取締役社長。

## 人物
1951年、岡山県総社市に生まれる。岡山県立総社高等学校を経て、桃山学院大学経済学部経済学科に進学。大学を卒業後、タマノヰ酢（現タマノイ酢）に入社。1977年5月に同社を退社後、大阪府堺市に寿司店を開業した。1990年3月に、株式会社くら寿司を設立。1995年11月に、株式会社くらコーポレーションを設立した。寿司皿を自動的に回収して、枚数を数えるシステムや、寿司皿に識別コードを付ける鮮度管理システムなどの独自の開発を手掛けた。
桃山学院大学時代に学生結婚し、妻の田中節子はくら寿司株式会社取締役環境事業本部長、長男の田中信は同社取締役副社長をそれぞれ担っている。

## 経歴
- 1973年　桃山学院大学経済学部を卒業
- 1977年　タマノイ酢を退社、その後個人寿司店を開業
- 1990年　株式会社くら寿司を設立
- 1995年　株式会社くらコーポレーションを設立
- 2001年　ナスダック・ジャパンに上場
- 2004年　東京証券取引所2部に上場
- 2005年　東京証券取引所1部へ指定替え

## テレビ出演
- 日経スペシャル カンブリア宮殿 「安さと品質は両立する！」（2007年7月23日、テレビ東京）- くらコーポレーション社長として出演[5]。